# 1270 w polityce

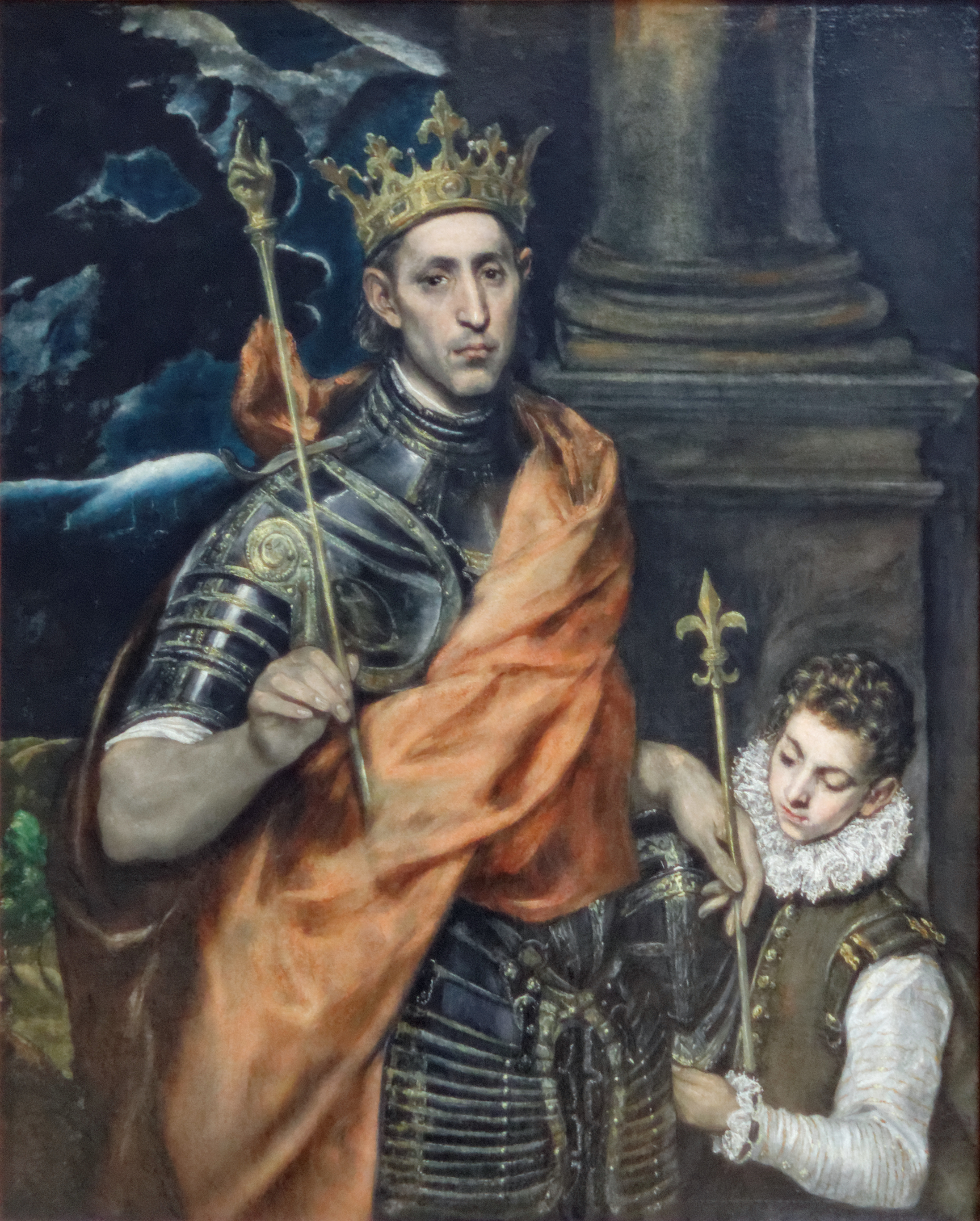
El Greco, Ludwik IX Święty, król Francji

Wydarzenia polityczne w 1270 roku.

## Wydarzenia
- Ludwik IX Święty organizuje VIII krucjatę[1].

## Urodzili się
- Haakon V Długonogi, król Norwegii od 1299[2].

## Zmarli
- 3 maja Bela IV, król Węgier[3].
- 25 sierpnia Ludwik IX Święty umiera na dżumę w Tunisie[1].